# PTW Architects

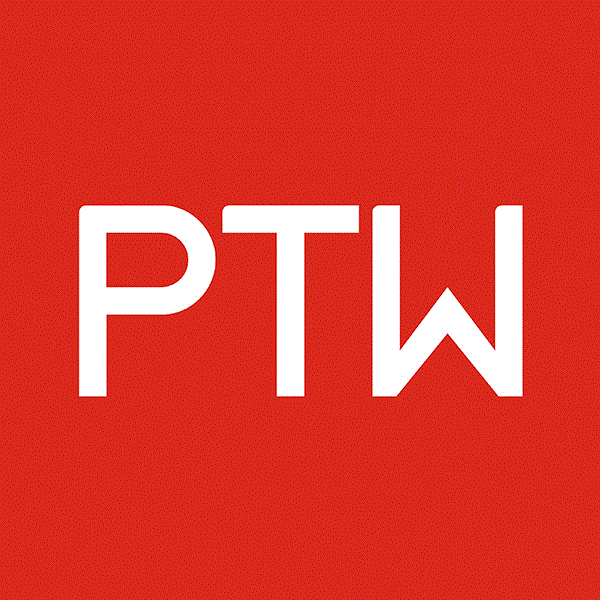

PTW Architectes (Peddle Thorp & Walker) est un cabinet d’architecture australien fondé à Sydney en 1889 par trois architectes australiens nommés Peddle, Thorp et Walker, se développant au XXe siècle jusqu’à réunir  aujourd’hui près de deux cents collaborateurs. Leurs bureaux sont repartis sur six sites : Sydney en Australie, Taiwan, Shanghai et Pékin en Chine, Hanoi et Ho Chi Minh Ville au Viêt Nam.
Acquérant une vaste expérience internationale à travers une diversité de types de bâtiments réalisés, l’agence PTW offrent les services professionnels suivants : conception architecturale, masterplanning et design urbain, rénovations, conservation du patrimoine architectural, architecture du sport, design intérieur et planification urbaine.

## Projets
L’agence PTW développe divers projets dans le monde, son domaine d’expertise inclus : le commercial, résidentiel, sports et projets olympique, culturel et bâtiment de santé. L’échelle des gammes des projets s’étend de la maison individuelle aux grands projets destinés au public.
L’un de leurs projets les plus emblématiques et celui qui leur a permis de remporter le LEAF Award en 2007, ainsi que le premier prix de la section atmosphère lors de la 9e Biennale d’architecture de Venise en 2004, est le centre national aquatique de pékin surnommé « water cube » en français « le cube d’eau ».
Pour la réalisation du Water Cube centre national aquatique de Pékin le groupe PTW s’associe avec l’Arup. Le fameux Cube d’eau se distingue par ses prouesses technologiques et d’ingénierie, ouvrage impressionnant, avec 177m de côté pour 30m de haut.3000 coussins d’air forment les 110 000 m2 de sa façade, établissant un record du mode d’utilisation de membrane ETFE (Éthylène Tétrafluoroéthylène), afin d’obtenir l’apparence de cellule en D, les ingénieurs ont créé un squelette fait de 22000 membranes interconnectées entre elles.
En 2010, le groupe d’architectes remporte un concours parmi cinq participants australiens pour un complexe à usage mixte (383 George Street) dans le cœur du centre d’affaire de Sydney. Sur un site consolidé au sein du CBD (Central Business District) de Sydney, le projet sera positionné entre deux bâtiments historiques sur la George Street, et comprendra la restauration de deux bâtiments historiques donnant face à York Street. Un lien piétonnier servant également d’entrée à l’étage des bureaux commerciaux  permettra de relier les deux rues, se positionnant au-dessus des édifices patrimoniaux, obtenant ainsi l’aspect d’une boite en acier légère dans laquelle se trouvent les bureaux commerciaux distribués sur douze étages, avec un impact minimal sur le tissu patrimonial.

## Réalisations

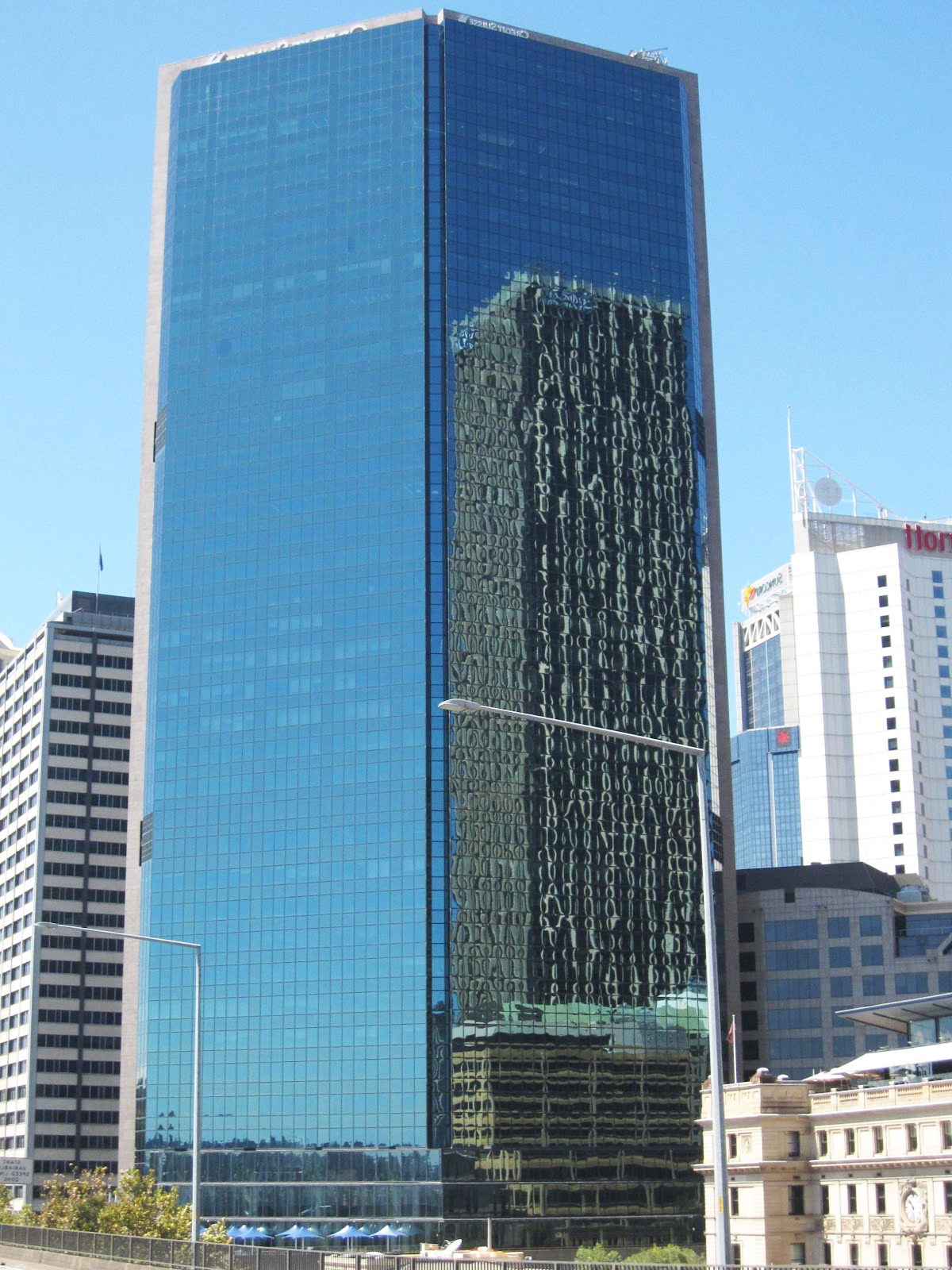
Gateway Plaza à Sydney

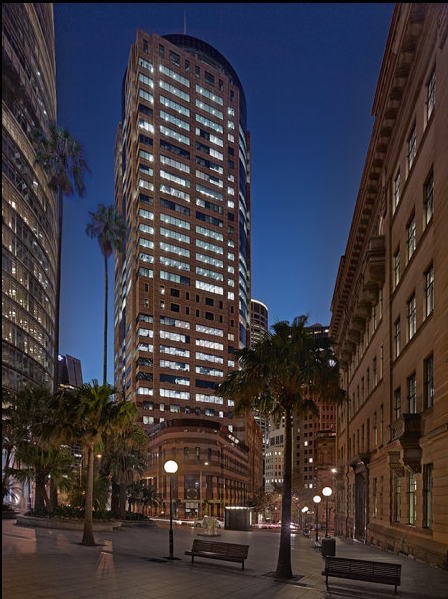
1 O'Connell Street à Sydney

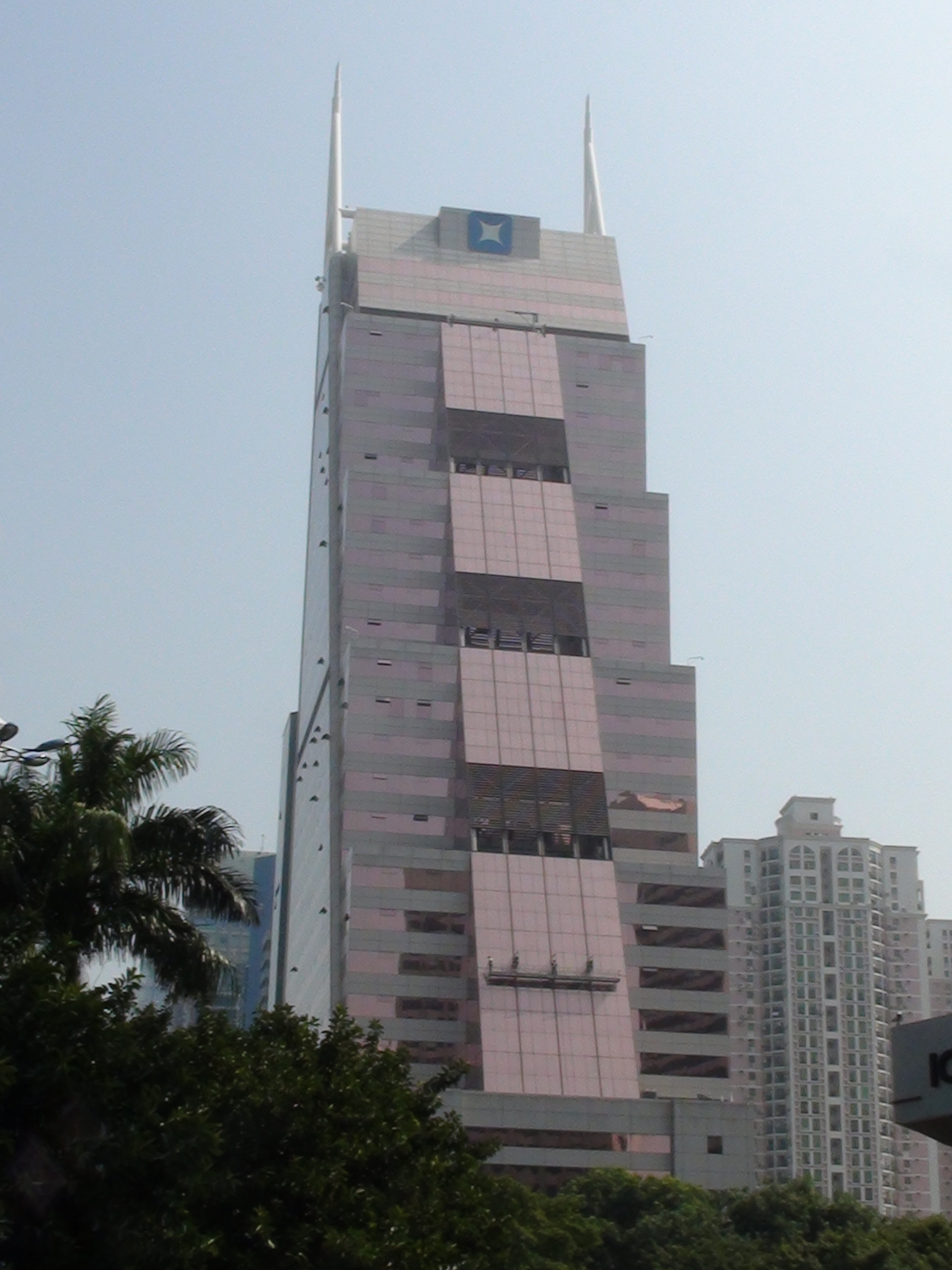
Tour de la Shenzhen Development Bank à Shenzhen en Chine

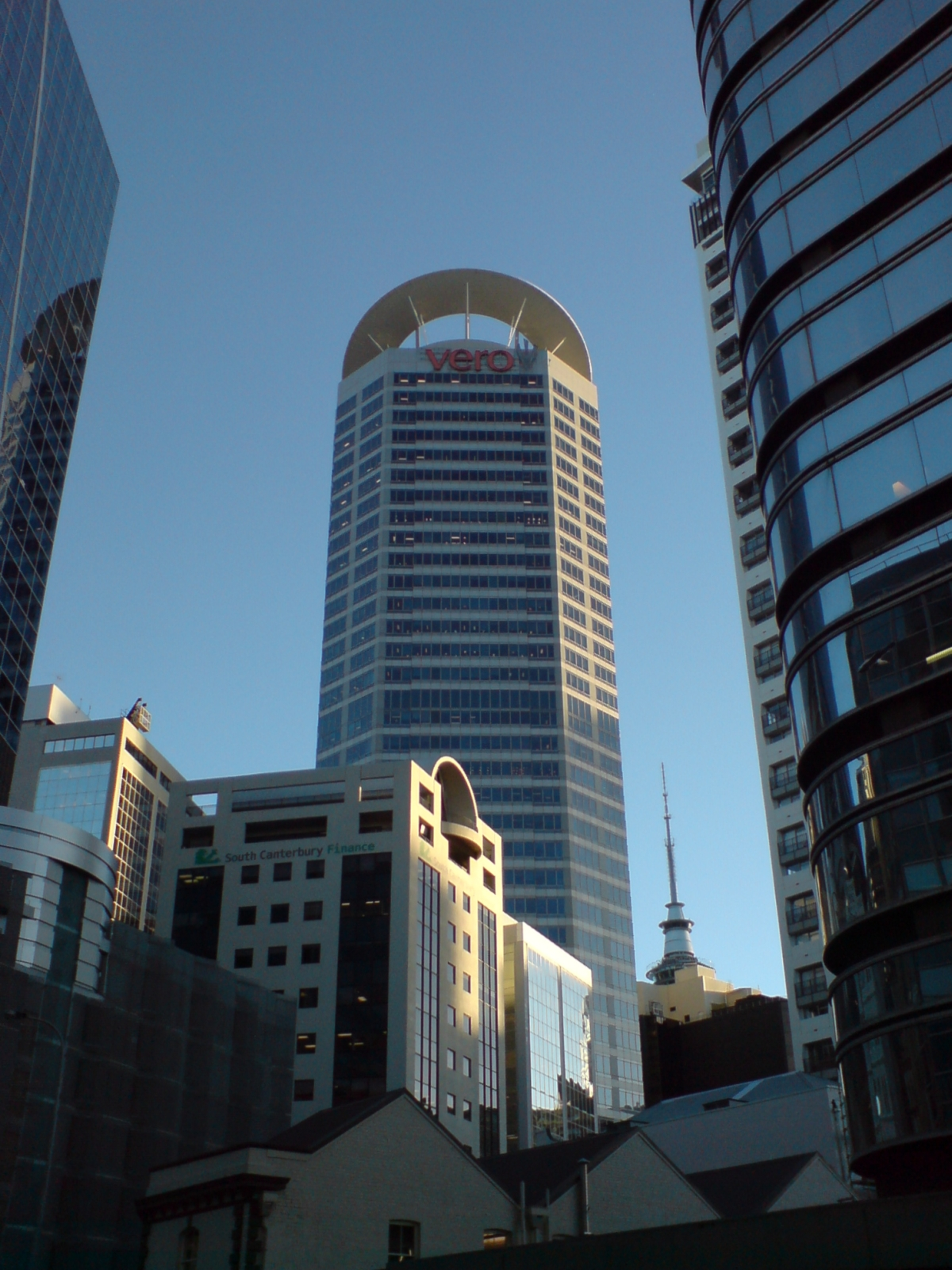
Vero Centre à Auckland

### Principales réalisations
- 1962 : AMP Building, Sydney
- 1977 : AMP Place, Brisbane.
- 1980 : Met Centre, Sydney, Australie.
- 1982 : Suncorp Place, Sydney, Australie.
- 1986 : Colonial State Bank, Sydney, Australie.
- 1989 : Gateway Plaza, Circular Quay, Sydney, Australie.
- 1991 : 1 O'Connell Street, Sydney, Australie
- 1995 : Capitol Theatre.
- 1996 : Tour de la Shenzhen Development Bank, Shenzhen, Chine
- 1997 : Galerie Nationale Australienne.
- 1998 : The Toaster Building.
- 2000 : Royal SunAlliance Centre, Auckland Nouvelle-Zélande.
- 2000 : Vero Centre à Auckland, Nouvelle-Zélande
- 2000 : Golden Emperor Building à Tianjin, Chine
- 2001 : Angel Place Development, Sydney.
- 2001 : Ballarat Fine Art Gallery.
- 2002-2006 : Bengbu City Central Plaza, Bengbu, Chine.
- 2002 : 130 George Street, Parramatta, Australia.
- 2003 : Babcock & Brown offices.
- 2003 : Le Stade Khalifa à Doha, Qatar.
- 2003 : Le Stade Khalifa à Doha, Qatar.
- 2003: Jones Bay Wharf, Pyrmont, Sydney.
- 2004 : Doha Tower à Qatar.
- 2004 : 30 The Bond, Sydney, Australie.
- 2004 : Sutherland Hospital Redevelopment, Caringbah, Sydney.
- 2005 : Moet Chandon Marquee, Flemington Racecourse, Melbourne, Australie.
- 2006 : Ocean Street project, Bondi, Sydney.
- 2006-2010 : Apartements for life, Ocean Street Project, Bondi, Sydney.
- 2007 : Luminous, Kodenma-cho, Tokyo.
- 2007 : Centre National Aquatique de Pékin.
- 2007 : 259 George Street Tower, Sydney.
- 2007 : Frazer Suites, Sydney.
- 2007 : Lumière Residences, Sydney.
- 2007 : Kokura Tower, Kitakyushu, Japon
- 2008 : Caracal Shooting Club, Abu Dhabi.
- 2009 : 8 Central Avenue- ATP (Australian Technologie Park), Sydney.
- 2010 : Capital Tower, Abu Dhabi.
- 2011 : 383 George Street, Sydney.
- 2013 : One Central Park, Sydney.

## Films
- Superstructures – Le cube d’eau de Pékin de Steven R. Talley ; (50 min). Documentaire diffusé sur France 5.

## Direction
- Opérations : Andrew Parker
- Finances : David Bell
- Ressources Humaines : Lisa Cohen
- Marketing : Laraine Sperling